# Vandal
Vandal es una página web española de videojuegos fundada en 1997. Es la más antigua de España junto a MeriStation y la primera que se especializó en videoconsolas. Además de los contenidos tradicionales sobre videojuegos, desde hace años publica artículos y noticias sobre hardware, entretenimiento y deportes electrónicos.
La oficina de Vandal está situada en el centro de La Coruña, en la región de Galicia, mientras que los redactores están distribuidos por toda España y otros lugares de Europa. Su audiencia se concentra en los territorios hispanohablantes, siendo la mayoría de sus visitantes españoles e hispanoamericanos.

## Historia
El sitio web de Vandal inició su actividad el 30 de agosto de 1997 como una página de actualización trisemanal alojada en GeoCities. El nombre del medio proviene del videojuego de rol Vandal Hearts, publicado por Konami. En sus inicios era una web centrada en PlayStation y Nintendo 64, pero fue incorporando más plataformas hasta cubrir todas las consolas, PC y dispositivos móviles. La página sufriría varios rediseños en los años siguientes e introduciría un sistema de blogs para los usuarios registrados, a lo que también se sumaría después la integración de los primeros contenidos en vídeo flash. En la feria del E3 2009 llevarían a cabo las primeras coberturas presentadas por la periodista Paloma Ferro.
En el año 2010 se asocia con el diario 20 Minutos, convirtiéndose en la parte dedicada al sector del entretenimiento en dicho medio. Durante varios años mantendría un acuerdo con la cadena de tiendas GAME España mediante el cual todas las valoraciones de la web se utilizaban en la ficha de producto de los juegos. En 2016 se rediseña el logo y se presenta el portal Vandal Sports dedicado a deportes electrónicos, al que seguirían Vandal Ware y Vandal Random. A finales de 2017 se produce la asociación con el diario El Español, cambiando su dominio e integrando sus contenidos en el periódico digital. Con motivo del 20 aniversario de la web, el equipo de Vandal Radio realizó un evento especial en la feria Barcelona Games World 2017, celebrada en la Fira de Barcelona. Además, fue junto a PlayStation España el medio organizador de la presentación del videojuego Death Stranding en Fnac Callao.

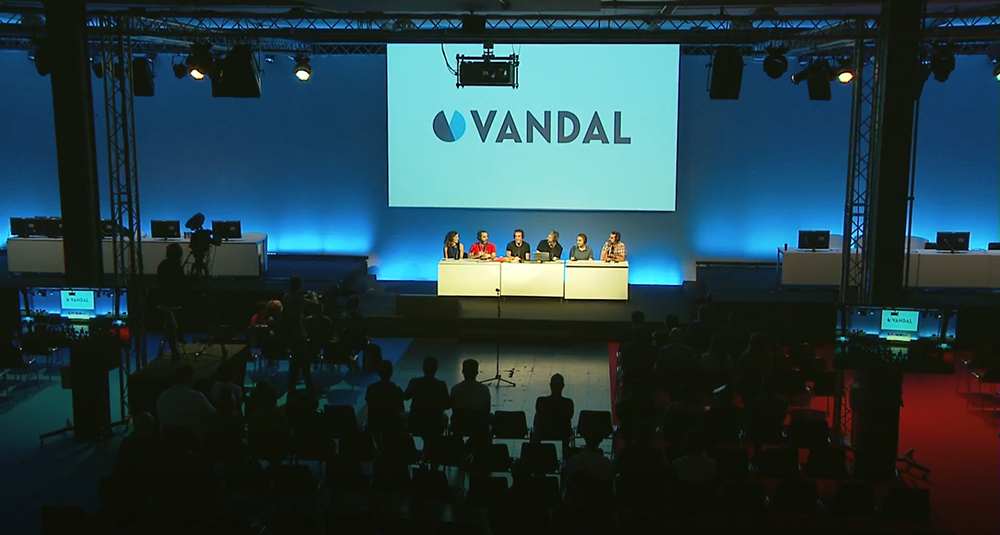
El equipo de Vandal en el evento de Barcelona Games World 2017.

Actualmente, Vandal acumula más de 5500 análisis registrados en el agregador Metacritic y forma parte del jurado de votación en los premios The Game Awards desde 2019.

### Vandal Radio
Programa de podcast sobre la actualidad del videojuego presentado por el locutor José de la Fuente y acompañado por la redacción de Vandal.

### Vandal Random
Espacio de cine, series y otras formas de entretenimiento. Se complementa con los artículos de Sala de Peligro, un portal sobre cómics y manga.

### Vandal Ware
Toda la información sobre hardware, software y accesorios gaming. Un espacio dedicado a la tecnología, el montaje y las novedades de ordenador.

### Vandal Sports
Sección especializada en deportes electrónicos. Se centra en noticias de los equipos, los jugadores y los videojuegos competitivos de éxito.

### Columnas
- La Opinión del Jugón: Los usuarios opinan sobre un tema del mundo de los videojuegos. La columna más longeva, en activo desde julio de 2009.
- Vandal Retro (2009-2020): Una mirada semanal al pasado recordando juegos clásicos. Tuvo varios columnistas hasta cesar su actividad en 2020.
- Conexión Japón (2010-2012): Anécdotas y curiosidades relacionadas con Japón contadas por un corresponsal. Quedó inactiva en abril de 2012.
- Lo que pudo ser (2012-2022): Juegos cancelados que nunca vieron la luz o que podrían haber sido de otra manera. Estuvo en activo diez años.
- Indiespensable (2013-2019): El espacio de la actualidad semanal de los juegos independientes. Duró seis años en activo hasta octubre de 2019.
- Vandal Game Music (2015-2023): La columna dedicada a los artículos sobre música de videojuegos. Fue la última en cerrar, tras ocho años.